# Pfeiffer (Klavierhersteller)

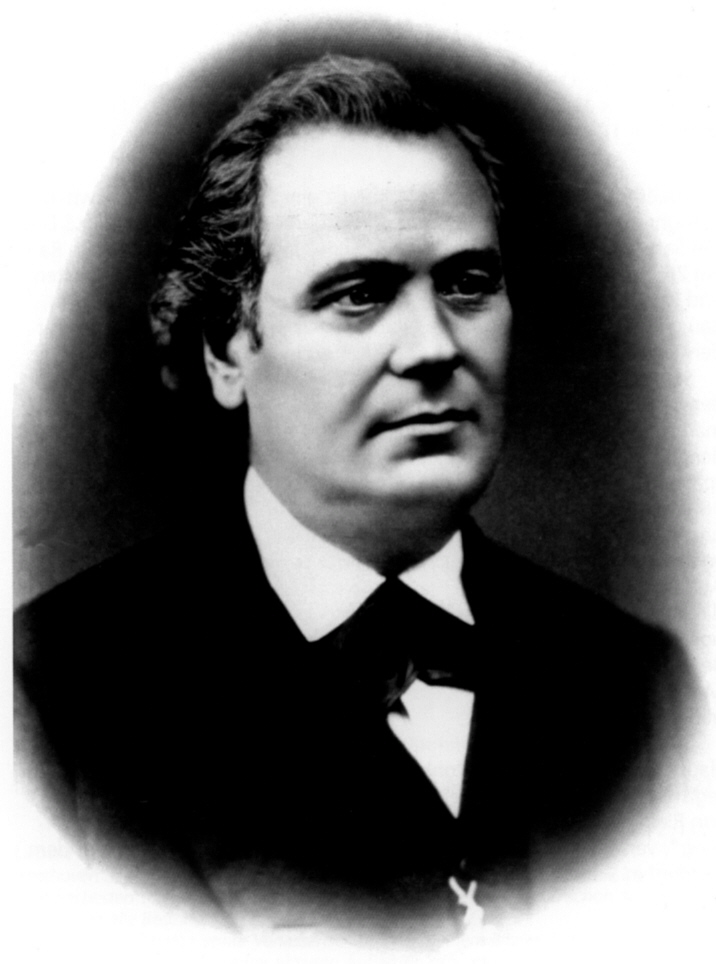
Joseph Anton Pfeiffer (1828–1881)

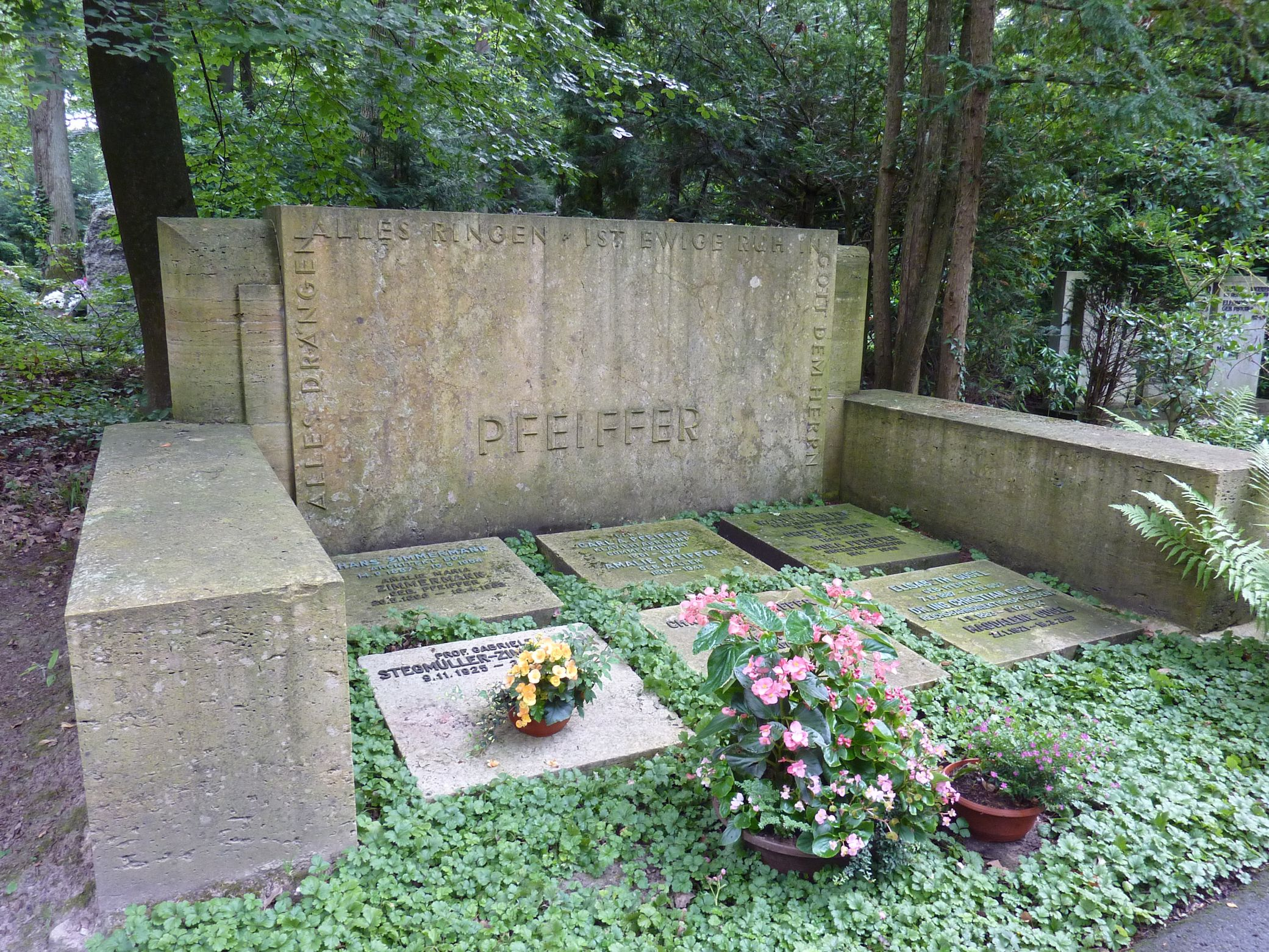
Familiengrab auf dem Waldfriedhof in Stuttgart-Degerloch

Die Klavierfabrik Carl A. Pfeiffer GmbH & Co. KG in Leonberg ist ein bekannter Hersteller von Pianinos und Flügeln in traditioneller Technik. Heute ist die Firma in fünfter Generation im Familienbesitz.

## Geschichte
Die Firma wurde 1862 von Joseph Anton Pfeiffer in Stuttgart gegründet. Dessen Vater Carl A. Pfeiffer war bereits als Klavierbauer in Glogau tätig. Letzterer baute den ersten Doppelflügel mit doppeltem Resonanzboden.
Sein Sohn Carl Anton Pfeiffer (1861–1927), nach dem die Firma seit 1912 benannt ist, entwickelte einige Werkzeuge für den Klavierbau, z. B. die sogenannte Kröpfzange zum  exakten Biegen (Kröpfen) von Mechanikdrähten. Dessen Sohn Walter Pfeiffer beschäftigte sich auch wissenschaftlich mit dem Klavier, vor allem mit der Klaviermechanik. Seine Schriften zu diesem Thema gehören zur allgemein anerkannten Standardliteratur im Klavierbau.
Nach dem Ende der DDR übernahm Pfeiffer den vormaligen VEB Deutsche Piano-Union Leipzig und benannte die Firma in Pianofabrik Leipzig GmbH & Co. KG um. Das Werk in Leipzig produzierte bis zur Insolvenz im Jahr 2009 Klaviere der Marken Hupfeld und Rönisch.
Pfeiffer selbst ist seit 1994 in Leonberg ansässig. Damals war Georg Pfeiffer, der das Familienunternehmen in fünfter Generation leitet, bereits im Unternehmen tätig. In Leonberg befand sich die Klavierfabrik zunächst auf einem 8000 Quadratmeter großen Gelände im östlichen Stadtteil Ramtel. In den 1990er Jahren fiel die Entscheidung, aus Kostengründen Bauteile einzukaufen und sich auf den eigentlichen Klavierbau zu beschränken, der etwa die Hälfte der Wertschöpfung ausmacht. Die Jahresproduktion lag im Jahr 2005 bei etwa 10 Flügeln und 100 Pianos. 
Ende der 2010er Jahre zog Pfeiffer in die Berliner Straße im südlichen Leonberger Stadtteil Eltlingen um. Damit war eine Verkleinerung auf 2600 Quadratmeter Fläche verbunden. Laut einem Bericht aus dem Jahr 2018 bezieht Pfeiffer die größeren Bauteile (Instrumentengehäuse und Gussplatten mit Saiten) von der Seiler Pianofortefabrik in Kitzingen, die dem koreanischen Hersteller  Samick gehört.